# Intervenția Turciei în Războiul Civil Sirian
În primă fază, intervenția Turciei în Războiul Civil Sirian a fost pur diplomatică, înainte de a escalada în una militară. Inițial, Turcia a condamnat guvernul sirian la izbucnirea primei faze a războiului civil din 2011. Turcia a intervenit militar începând din 2016, iar în prezent ocupă mari părți din teritoriul Siriei de nord și nord-est. Turcia îi întreține pe rebeli, iar majoritatea acțiunilor sale sunt direcționate împotriva armatelor guvernamentale (conduse de Bașar al-Assad) și kurzilor din Rojava.